# Nueva Andalucía (Marbella)
Nueva Andalucía es uno de los cinco distritos que conforman el municipio de Marbella, en Málaga en la comunidad autónoma de Andalucía en España. El distrito abarca un área de lujosas y exclusivas urbanizaciones de villas y apartamentos diseñados en el estilo tradicional andaluz entre campos de golf emblemáticos de la Costa del Sol. Comprende los desarrollos turísticos de Puerto Banús y Aloha, además de las barriadas de La Campana y El Ángel.

## Toponimia
Nueva Andalucía recoge el nombre del desarrollo urbanístico y turístico que promovió José Banús en 1964. El nombre hace referencia a los topónimos las gobernaciones coloniales de Nueva Andalucía de Venezuela, Colombia y Puerto de la Plata.

## Geografía
El distrito se encuentra en la parte occidental del término municipal de Marbella. Limita al oeste con el distrito de San Pedro Alcántara por el río Guadaiza, al norte con Benahavís y con Istán por el embalse de la Concepción, al este con el distrito Marbella Oeste por el río Verde y por el sur con el mar Mediterráneo.

## Historia
De 1831 a 1862 operó la Ferrería El Ángel o Fábrica de Abajo, que junto con a la Ferrería de La Concepción que operó hasta 1884 constituyeron los Altos Hornos de Marbella, el primer alto horno civil español del siglo XIX. La Ferrería El Ángel fue dirigida por el empresario malagueño Juan Giró y en 1868 se vendió a los hermanos Malcolm de Glasgow, que vendieron la ferrería al hacendado marbellí Tomás Rodíguez Artola para su uso como fábrica de harinas de 1874 a 1877.
En 1881 se funda la Colonia Agrícola El Ángel promovida por la sociedad de empresarios malagueños López, Janer, Cuadra y Compañía para la producción de caña de azúcar. La colonia comprendía 633 ha, y se estableció sobre la compra de los terrenos del latifundio La Campiña de Tomás Domínguez Artola, Intendente General de Filipinas y de a una importante dinastía familiar de Marbella, propietarios por ejemplo del Cortijo de Miraflores. La colonia se completó con la adquisición o alquiler de otras propiedades, como Los Granados o Molino de Benabolá. En 1883 se desarrolla una fábrica de azúcar aprovechando las infraesrructuras de la Ferrería La Concepción, que funcionó hasta 1903. También en 1883 se construyen dos embalses, el pantano Viejo del Ángel sobre el arroyo Benabolá y pantano Nuevo del Ángel o de Las Tortugas sobre el arroyo del Ángel, como infraestructuras hidráulicas para el regadío de los cultivos. Aunque menor en importancia que la Colonia Agrícola San Pedro de Alcántara, la Colonia Agrícola El Ángel fue un exponente de la cultura agroindustrial de Andalucía del siglo XIX.
En 1946 Ricardo Soriano, II Marqués de Ivanrey y tío de Alfonso de Hohenlohe-Langenburg, adquirió a Norberto Goizueta, propietario de la Hacienda Guadalmina, una finca situada entre Marbella y San Pedro Alcántara. Allí en 1948 construye la pionera instalación turística de bungalós al estilo estadounidense denominado Venta y Albergues El Rodeo, para acoger a los viajeros que se dirigían a Algeciras para embarcar hacia la Zona Internacional de Tánger y franceses procedentes del Protectorado Francés de Marruecos, como ya hacía el Parador Montemar de Torremolinos promovido por Carlota Alessandri de Rubio-Arguelles. El Rodeo sería dirigido por el empresario malagueño Enrique Bolín Bidwell, hermano de Luis Antonio Bolín, dando comienzo al desarrollo del turismo de lujo en Marbella.

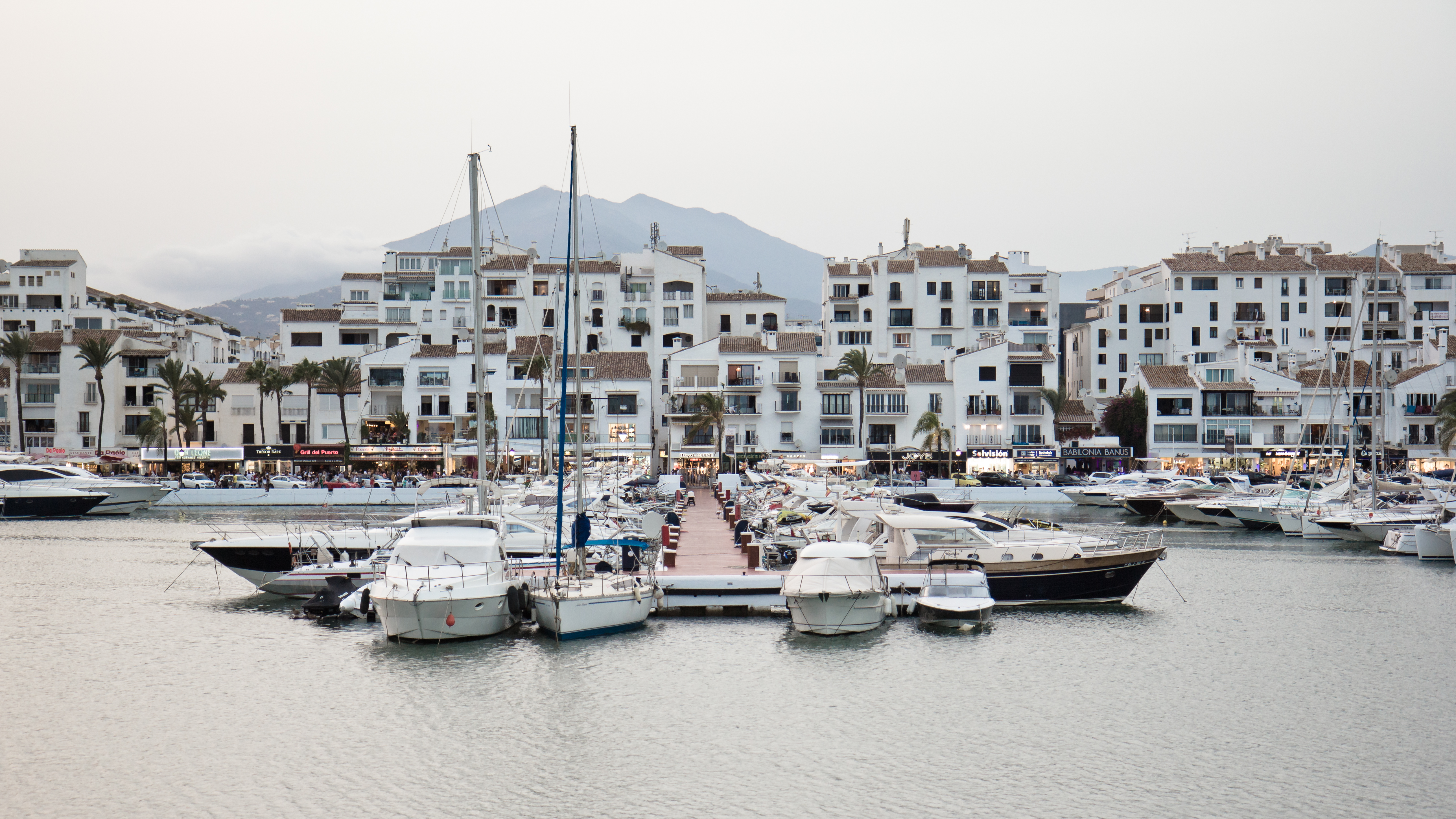
Puerto Banús (Nueva Andalucía)

Al amparo de la Ley de Centros y Zonas de Interés Turístico Nacionales de 1963 se aprueba en 1964 el Centro de Interés Turístico Nacional (CITN) de Nueva Andalucía con una superficie de 1.005 ha y hasta 75.000 plazas turísticas. Se trataba del primer proyecto en importancia por plazas turísticas aprobadas y el tercero en extensión, únicamente por detrás de Sotogrande, La Alcaidesa, Capanes (Benahavis) e Isla Canela Estas obras contaban con exenciones y financiación privilegiada para facilitar su desarrollo y ordenar los territorios turísticos de la nación. El constructor José Banús Masdeu, que ya había construido el Valle de Los Caídos, construyó el CITN de Nueva Andalucía en el que se encuentra el enclave más emblemático de la Costa del Sol, Puerto Banús. El proyecto inicialmente incluía a la Inmobiliaria Bilbao, para luego ser terminado por Banús en solitario. Para la construcción de Nueva Andalucía, Banús compra las fincas de la Colonia Agrícola El Ángel a Ricardo Soriano, Marqués de Ivanrey y además se acoge a una Ley 197/63 para adquirir cinco ha de bienes de dominio público, en concreto un cuartel de la Guardia Civil junto con la Torre del Duque para la vigilancia costera.  El proyecto se completó en el llamado Valle del Golf con los campos de golf de Las Brisas, con diseño de Robert Trent Jones y Los Naranjos de 1977. Además, se dotó de una Plaza de Toros, el Casino Torre del Duque (1978) y dos hoteles, el Hotel del Golf el Hotel Andalucía Plaza.

## Demografía
Según datos del padrón municipal de 2018, tiene una población censada de 17.078. La población de Marbella en 2020 era de 147.633 personas y Nueva Andalucía constituía el 12,63 % de la población total del municipio. En el verano, durante la temporada turística, la población aumenta aproximadamente un 30% según los informes. La demografía de Marbella consiste en personas de Escandinavia (Suecia, Dinamarca, Noruega), Marruecos, Reino Unido, Ucrania, Rusia, Italia, Alemania, Colombia y Francia. La demografía de las personas que viven en Nueva Andalucía tiene un porcentaje aún mayor de escandinavos, ya que aquí también se encuentra la escuela sueca.

## Fiestas
El 16 de julio se celebra la Virgen del Carmen, y la procesión marinera sale desde el Puerto Pesquero de Marbellla, llega a Puerto Banús, y retorna al Puerto Deportivo de Marbella.
A finales de julio se celebran la Feria y Fiestas de Nueva Andalucía o de La Campana, con feria de día, competiciones deportivas y concursos, misa el domingo en la Parroquia Virgen Madre, actuaciones en directo y verbena, con gran participación de los vecinos.

## Infraestructuras y equipamientos

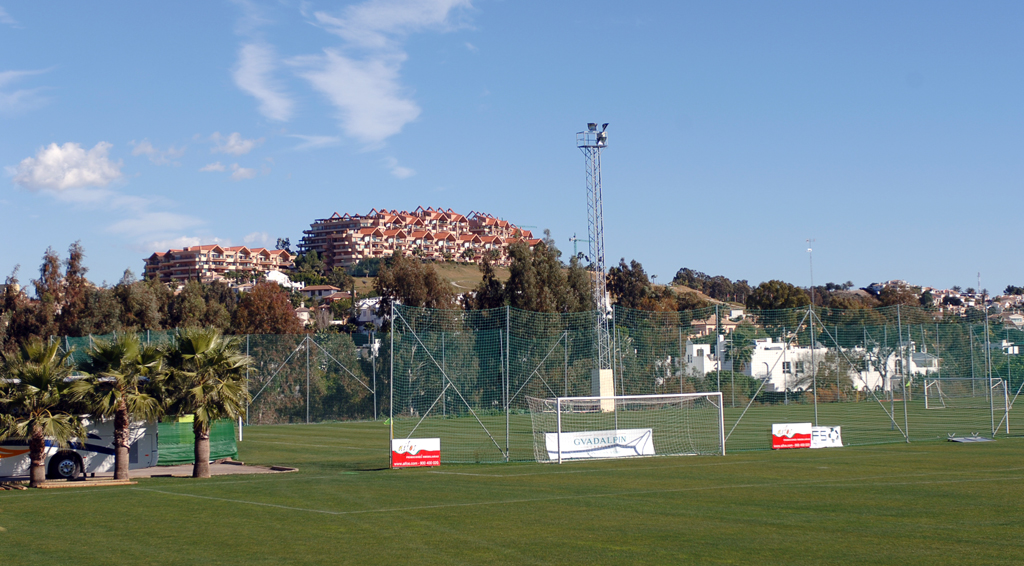
Marbella Football Centre

En la barriada de La Campana se encuentra la Tenencia de Alcaldía de Nueva Andalucía, el consultorio del Servicio Andaluz de Salud y el polideportivo La Campana Cuenta con dos oficinas de Correos, una en la barriada de La Campana y otra en Puerto Banús. En el ámbito educativo cuenta con el EI La Campana, el CEIP José Banús, el CDP Francisco Echamendi, el IES Nueva Andalucía y a Fundación Privada Aloha College. En el ámbito deportivo cuenta con grandes instalaciones de iniciativa privada, como el Club Internacional de Tenis, el Real Club de Pádel de Marbella, Manolo Santana Racquets Club, el Marbella Football Center, los campos de golf de Las Brisas, Aloha, Los Naranjos, y Magna Marbella y Puerto Banús.

## Lugares de interés
Cuenta con la playa de Puerto Banús - Levante, reconocida con Bandera Azul en 2020. Además cuenta con la playa canina de Ventura del Mar, la playa de El Rodeíto o Nueva Andalucía y la playa Puerto Banús - Levante.

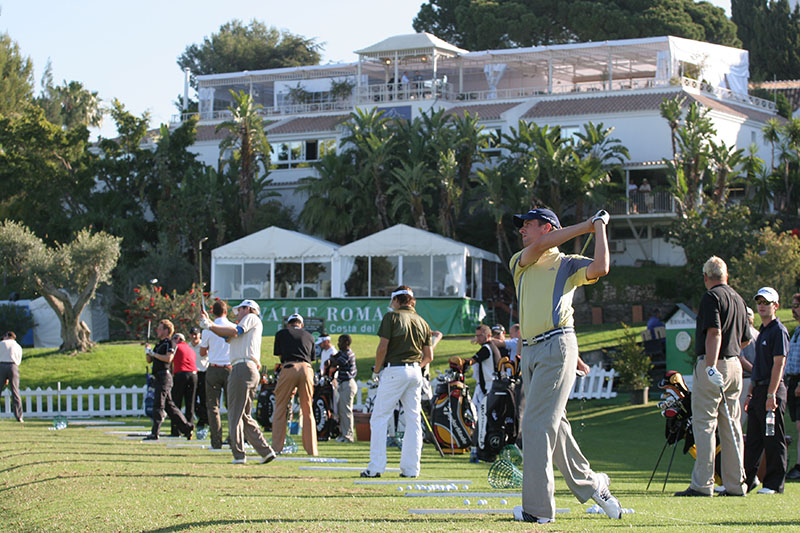
Aloha Golf Club

Recibe el nombre del Valle del Golf por la oferta de campos de golf entre los que destacan algunos de los mejores de España, como son Real Club de Golf Las Brisas, Los Naranjos Golf Club y Aloha Golf Club, donde se ha celebrado el Open de Andalucía (2007, 2008 y 2012) y el Open de España femenino (2016).
En 1968 se inaugura la plaza de toros de Nueva Andalucía con cartel de El Cordobés, Miguel Márquez y Paco Camino, construida en 1965 por el bilbaíno Luis María de Gana y Hoyos, autor también de la Plaza de Toros de Vista Alegre de Bilbao. Se trata de una construcción con un tratamiento de materiales destacable, ladrillo y una cubierta de hormigón decorativa. En 2009 acogió la eliminatoria de cuartos de Copa Davis. Después de muchos años en desuso y a merced de intenciones especulativas, desde 2019 se denomina Marbella Arena y tras su remodelación interior acoge conciertos, eventos y cine de verano.
Del legado de la Colonia Agrícola El Ángel del siglo XIX se conserva el diseño de jardín romántico del Jardín Botánico del Ángel, que actualmente forma parte de la barriada de El Ángel.

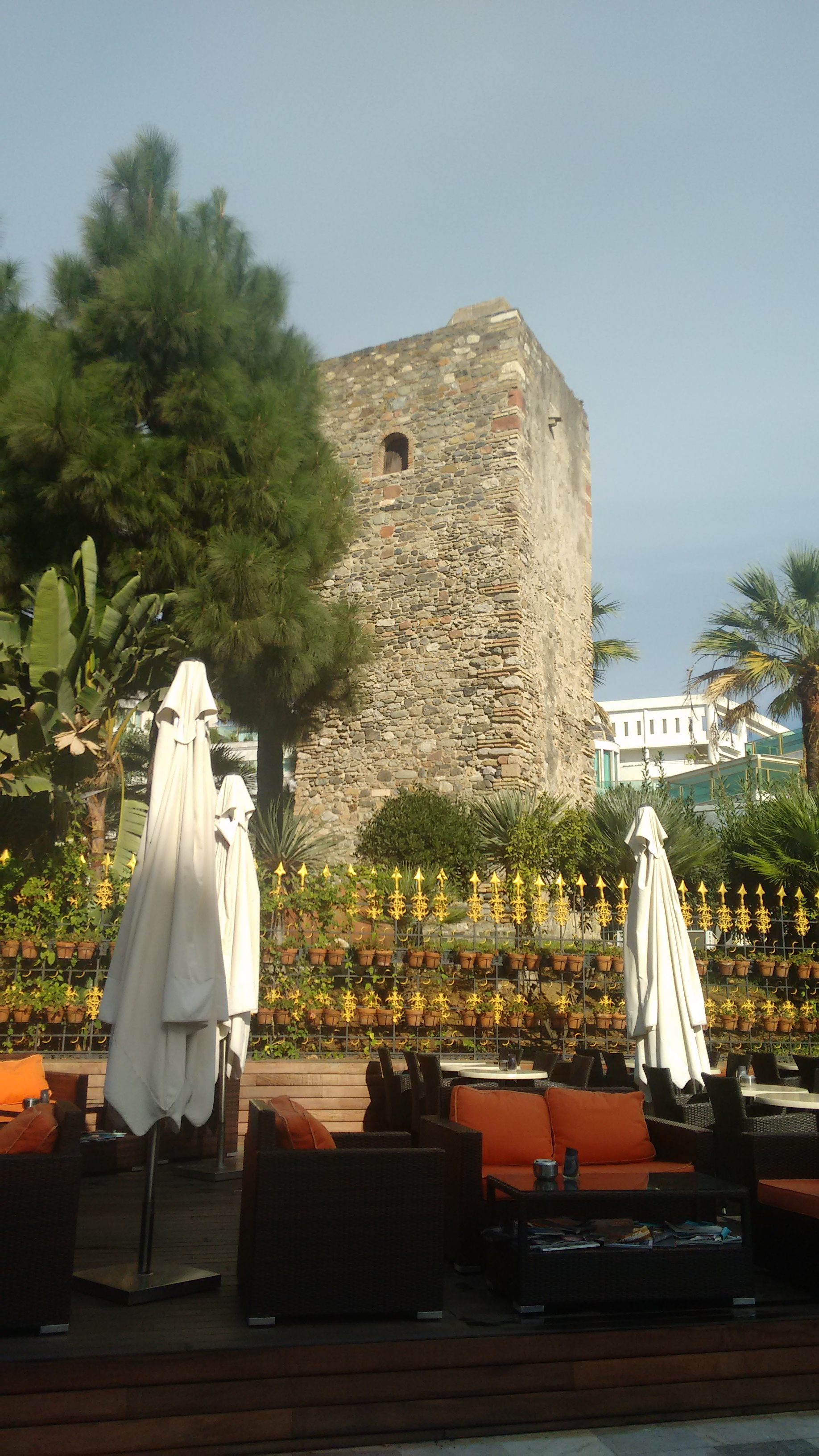
Torre del Duque

La Torre del Duque es Bien de Interés Cultural desde 1985, se trata de una torre vigía del sistema defensivo de época nazarí (siglo XIII-XV).